# New England (Wishbone Ash)
New England è il settimo album in studio del gruppo rock inglese Wishbone Ash, pubblicato nel 1976.

## Tracce
Side 1
1. Mother of Pearl – 4:31
2. (In All of My Dreams) You Rescue Me – 6:13
3. Runaway – 3:18
4. Lorelei – 5:26

Side 2
1. Outward Bound – 4:51
2. Prelude – 1:13
3. When You Know Love – 5:46
4. Lonely Island – 4:29
5. Candlelight – 1:50

## Formazione
- Andy Powell - chitarre, voce, mandolino
- Laurie Wisefield - chitarre, voce
- Martin Turner - basso, voce
- Steve Upton - batteria